# پروبرتا، کالیفرنیا
پروبرتا (به انگلیسی: Proberta) یک منطقهٔ مسکونی در ایالات متحده آمریکا است که در شهرستان تهاما، کالیفرنیا واقع شده‌است. پروبرتا ۳٫۷۰۷ کیلومتر مربع مساحت و ۲۶۷ نفر جمعیت دارد و ۷۷٫۱۲ متر بالاتر از سطح دریا واقع شده‌است.